# توي فلاي بلجيكا
توي فلاي بلجيكا (بالإنجليزية: Tui Fly Belgium)‏ (سابقاً: جيت إير فلاي) شركة طيران بلجيكية، تابعة لمجموعة توي للسفر، يقع مركز عملياتها الرئيسي في مطار بروكسل الدولي.

## تاريخ
نوفمبر 2003: أنشأت الشركة.
يناير 2012: أعلنت جيت إير فلاي بأن جيت فور يو سيتم ضمها رسمياً لجيت إير فلاي.
ديسمبر 2013: كانت جيت إير فلاي أول شركة طيران بلجيكية تمتلك بوينغ 787 في أسطولها.
أكتوبر 2016: تم تغيير اسم الشركة من جيت إير فلاي إلى توي فلاي بلجيكا.

## الأسطول
يتكون أسطول توي فلاي بلجيكا من الطائرات التالية:
- 14 طائرة من نوع بوينغ 800-737
- 6 طائرات من نوع بوينغ 700-737
- 3 طائرات من نوع إمبراير 190
- طائرة واحدة من نوع بوينغ 767
- طائرة واحدة من نوع بوينغ 787